# Fabalveolina
Fabalveolina es un género de foraminífero bentónico de la familia Alveolinidae, de la superfamilia Alveolinoidea, del suborden Miliolina y del orden Miliolida. Su especie tipo es Fabalveolina reicheli. Su rango cronoestratigráfico abarca desde el Santoniense superior (Cretácico superior).

## Clasificación
Fabalveolina incluye a la siguiente especie:
- Fabalveolina reicheli †